# تنیس روی میز معلولین

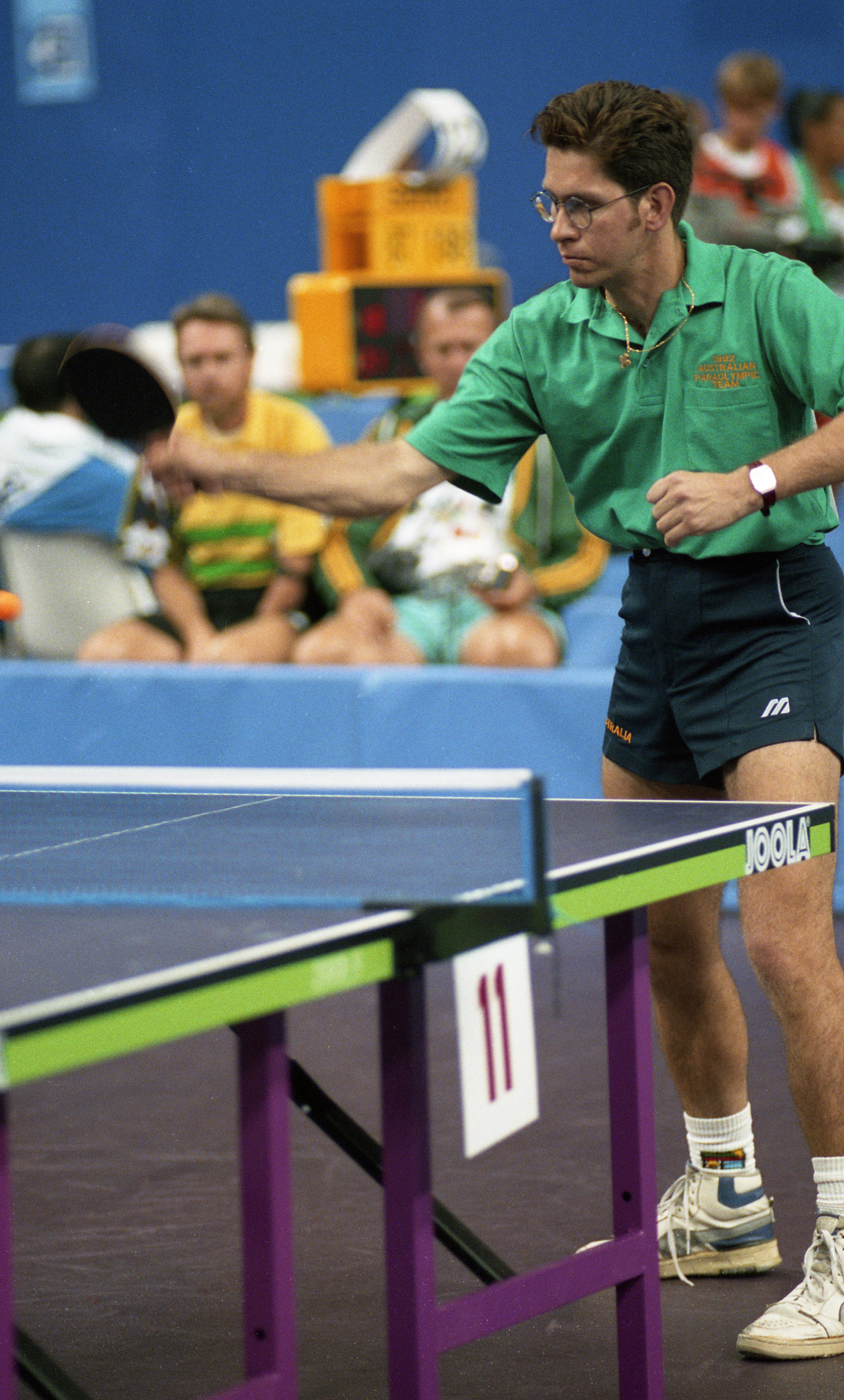
تنیس روی میز در پاراالمپیک تابستانه ۱۹۹۲.

تنیس روی میز معلولین (به انگلیسی: Para table tennis) یک ورزش معلولین است که از قوانین تعیین شده توسط فدراسیون بین‌المللی تنیس روی میز (ITTF) پیروی می‌کند. قوانین معمول تنیس روی میز با تغییرات جزئی برای ورزشکاران ویلچری اعمال می‌شود. ورزشکاران از گروه‌های مختلف معلولیت می‌توانند شرکت کنند. ورزشکاران در طبقه‌بندی‌های بین ۱ تا ۱۱ قرار می‌گیرند. کلاس‌های ۱ تا ۵ برای کسانی است که دارای ویلچر هستند و کلاس‌های ۶ تا ۱۰ برای کسانی که معلولیت‌هایی دارند که به آنها امکان بازی در حالت ایستاده را می‌دهد. در این گروه‌ها، طبقه‌بندی بالاتر به معنای عملکرد بیشتر ورزشکار است. کلاس ۱۱ برای بازیکنان با معلولیت ذهنی تعریف شده است.

## طبقه‌بندی
طبقه‌بندی‌ها برای تعیین صلاحیت ورزشکاران معلول برای رقابت و گروه‌بندی منصفانه آنها برای اهداف رقابت است. ورزشکاران بر اساس توانایی عملکردی ناشی از معلولیت آنها گروه‌بندی می‌شوند.

### کلاس‌های نشسته
- کلاس ۱: تعادل نشستن ندارد و کاهش عملکرد شدید در بازوی دست خود دارد.
- کلاس ۲: تعادل نشستن ندارد و کاهش عملکرد در بازوی دست خود دارد.
- کلاس ۳: تعادل نشستن ندارد، اگرچه قسمت بالای تنه ممکن است فعالیت معقولی داشته باشد. بازوهای دست، اگرچه ممکن است کاهش حرکتی جزئی در دست بازی وجود داشته باشند که تأثیر قابل توجهی بر مهارت‌های تنیس روی میز ندارد. بازوی دست مخالف، تعادل بدن را حفظ می‌کند و در موقعیت نگه می‌دارد.
- کلاس ۴: تعادل نشستن موجود است. اگرچه به علت تثبیت نبودن لگن، عملکرد بهینه‌ای ندارد.
- کلاس ۵: عملکرد عادی عضلات تنه.

### کلاس‌های ایستاده

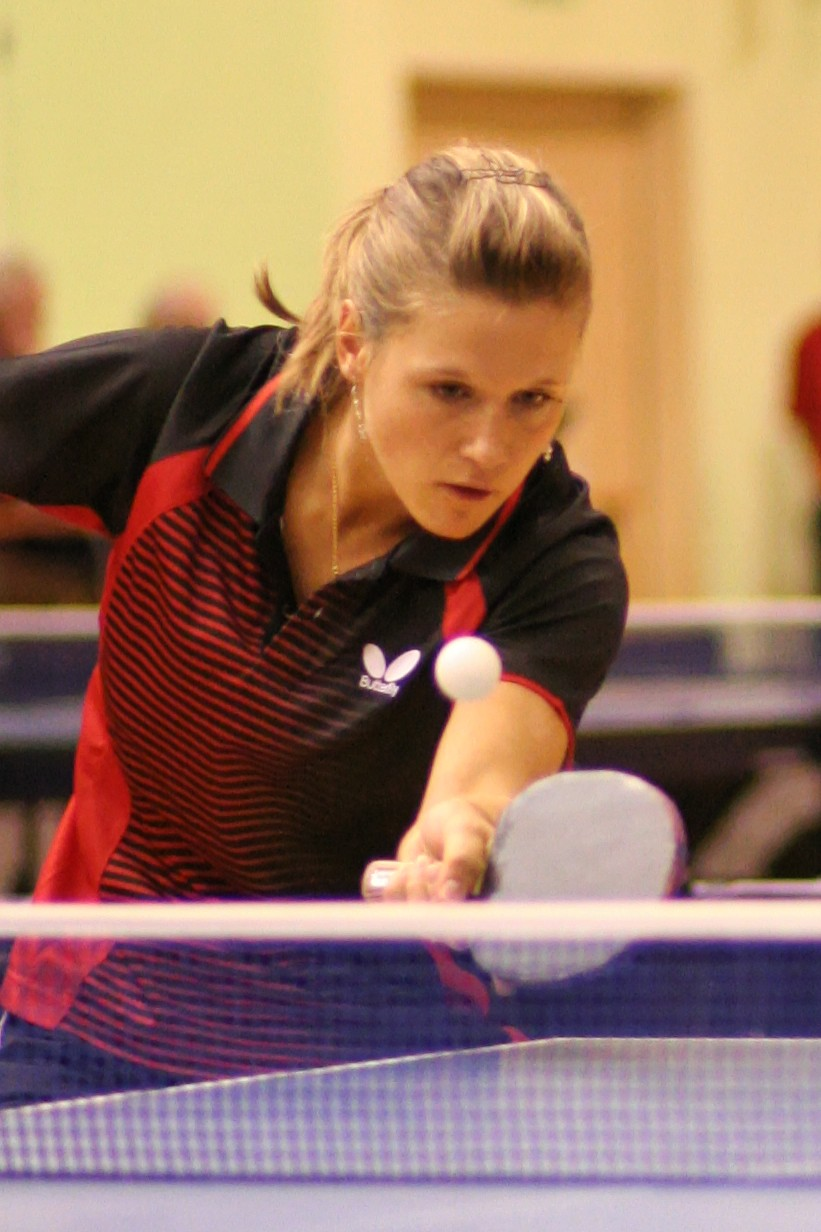
ناتالیا پارتیکا که چهار بار در المپیک شرکت کرده است، در رویدادهای تنیس روی میز معلولین کلاس ۱۰ شرکت می‌کند.

- کلاس ۶: اختلالات شدید در پاها و بازوها.
- کلاس ۷: اختلالات بسیار شدید در پاها (تعادل استاتیک و دینامیک ضعیف)، یا اختلالات شدید تا متوسط در بازوی دست، یا ترکیبی از اختلالات بازو و پاها کمتر شدید از کلاس ۶.
- کلاس ۸: اختلالات متوسط در پاها، یا اختلالات متوسط در بازوی دست (با توجه به اینکه کنترل آرنج و شانه بسیار مهم است)، یا فلج مغزی متوسط، همی‌پارزی یا دی‌پارزی با بازوی دست مناسب.
- کلاس ۹: اختلالات خفیف در پا(ها)، یا اختلالات خفیف در بازوی دست، یا اختلالات شدید در بازوی دست مخالف، یا فلج مغزی خفیف با همی‌پارزی یا مونوپارزی.
- کلاس ۱۰: اختلالات بسیار خفیف در پاها، یا اختلالات بسیار خفیف در بازوی دست، یا اختلالات متوسط تا شدید در بازوی دست مخالف، یا اختلالات متوسط در تنه.
- کلاس ۱۱: برای بازیکنان با معلولیت ذهنی.

## قوانین تنیس روی میز در ویلچر
هیچ استثنایی برای قوانین تنیس روی میز برای بازیکنان ایستاده با معلولیت وجود ندارد. همه بازیکنان بر اساس قوانین و مقررات ITTF بازی می‌کنند. داور ممکن است الزامات سرویس صحیح را در صورت تشخیص خود از معلولیت فیزیکی، سبک کند.

### سرویس
اگر گیرنده در ویلچر باشد، سرویس تحت شرایط زیر به عنوان لت تلقی می‌شود:
1. پس از لمس زمین گیرنده، توپ به سمت تور بازگردد.
2. توپ روی زمین گیرنده متوقف شود.
3. در بازی‌های انفرادی، توپ پس از لمس زمین گیرنده از هر یک از خطوط جانبی خارج شود.

اگر گیرنده توپ را قبل از عبور از خط جانبی یا گرفتن دومین پرش در سمت خود از سطح بازی ضربه بزند، سرویس به عنوان سرویس درست در نظر گرفته می‌شود و لت نامیده نمی‌شود.

### دو نفره
هنگامی که هردو بازیکن که در ویلچر هستند در بازی دو نفره بازی می‌کنند، سرویس‌دهنده ابتدا سرویس می‌دهد، سپس گیرنده توپ را بازگشت می‌دهد اما پس از آن هر یک از بازیکنان معلول می‌توانند به توپ ضربه بزنند. با این حال، هیچ بخشی از ویلچر بازیکن نباید از خط مرکزی میز جلوتر باشد. اگر این اتفاق بیفتد، داور امتیاز را به بازیکن حریف اعطا می‌کند.

### موقعیت اندام
اگر هر دو بازیکن سوار بر ویلچر باشند، بازیکن امتیاز می‌گیرند اگر:
1. حریف حداقل تماس با صندلی یا بالش(ها) را در زمان ضربه خوردن توپ با پشت ران حفظ نکند.
2. حریف با دست خود میز را قبل از ضربه زدن به توپ لمس کند.
3. پاگیر یا پای حریف در طول بازی سطح زمین را لمس کند.

### ویلچرها
ویلچرها باید حداقل دو چرخ بزرگ و یک چرخ کوچک داشته باشند. اگر چرخ‌های ویلچر بازیکن جابجا شوند و ویلچر بیش از دو چرخ نداشته باشد، بازی باید بلافاصله متوقف شود و امتیاز به حریف اهدا شود.
ارتفاع یک یا حداکثر دو بالشتک محدود به ۱۵ سانتی‌متر در شرایط بازی است و هیچ افزوده دیگری در ویلچر وجود ندارد. در مسابقات تیمی و کلاسی، هیچ بخشی از بدن بالای زانوها نباید به صندلی متصل شود زیرا این کار می‌تواند تعادل را بهبود بخشد.

## تجهیزات و شرایط بازی
بازیکن معمولاً نباید در حین بازی از گرمکن استفاده کند. بازیکنی که دارای معلولیت جسمی است، می‌تواند در حین بازی، چه روی ویلچر باشد چه ایستاده، شلوار گرمکن بپوشد، اما استفاده از شلوار جین مجاز نیست.
پایه‌های میز باید حداقل ۴۰ سانتی‌متر از خط انتهایی میز برای بازیکنان سوار بر ویلچر فاصله داشته باشد. در مسابقات بین‌المللی، فضای بازی نباید کمتر از ۱۴ متر طول و ۷ متر عرض داشته باشد و کف‌پوش زمین نباید بتن باشد. فضای مسابقات ویلچر ممکن است به ۸ متر طول و ۶ متر عرض کاهش یابد. کف‌پوش همچنین ممکن است برای مسابقات با ویلچر بتن باشد اما در سایر موارد ممنوع است.

## مسابقات
۵ سطح مسابقات تأیید شده در سطح بین‌المللی وجود دارد. بازیکنان در مسابقات قهرمانی منطقه‌ای (Fa50) باید ۵۰ امتیاز اعتبار کسب کنند. اعتبار مسابقات برای بازی‌های پارالمپیک تابستانی ۲۰۱۲ ۸۰ امتیاز است که باید در دوره‌ای که از ۴ نوامبر ۲۰۱۰ تا ۳۱ دسامبر ۲۰۱۱ آغاز شده است، برآورده شده باشد. همچنین اعتبار مسابقات حداقلی برای انتخاب در مسابقات قهرمانی جهانی تنیس روی میز معلولین لازم است.
| مسابقات                                                          | فاکتور | تأیید شده توسط                                     | سیکل مسابقات تأیید شده   |
| ---------------------------------------------------------------- | ------ | -------------------------------------------------- | ------------------------ |
| بازی‌های پارالمپیک تابستانی                                       | Fa100  | کمیته بین‌المللی پارالمپیک                          | چهار سال یک بار، سال ۰   |
| قهرمانی تنیس روی میز پارا جهان                                   | Fa80   | فدراسیون جهانی تنیس روی میز                        | چهار سال یک بار، سال ۲   |
| مسابقات قهرمانی منطقه‌ای (آفریقا، آمریکا، آسیا، اروپا، اقیانوسیه) | Fa50   | بخش تنیس روی میز معلولین ITTF کنفدراسیون‌های قاره‌ای | دو سال یک بار، سال ۱ و ۳ |
| مسابقات بین‌المللی                                                | Fa40   | بخش تنیس روی میز معلولین ITTF                      | سالانه                   |
| مسابقات بین‌المللی                                                | Fa20   | بخش تنیس روی میز معلولین ITTF                      | سالانه                   |

## بازیکنان برجسته
- ابراهیم حماتو، قهرمان کلاس ۶ مصری، یکی از معروف‌ترین بازیکنان تنیس روی میز معلولین پارالمپیک به‌شمار می‌رود. ویدیوهای وی در یوتیوب بازدیدکنندگان زیادی دارد.[۱۳] حماتو جوایز بسیاری را از آن خود کرده است، از جمله مدال‌های نقره در مسابقات قهرمانی تنیس روی میز معولین آفریقا که در سال‌های ۲۰۱۳ و ۲۰۱۱ برگزار شد. او راکت خود را با دهان نگه می‌دارد.
- ناتالیا پارتیکا، که چهار بار در المپیک شرکت کرده است، در رویدادهای تنیس روی میز معلولین در کلاس ۱۰ شرکت می‌کند و نماینده لهستان است. او بدون دست و ساعد راست به دنیا آمده است و هم در مسابقات ورزشکاران عادی و هم در مسابقات برای ورزشکاران معلول شرکت می‌کند. پارتیکا در المپیک لندن ۲۰۱۲ در تنیس روی میز زنان به جمع ۳۲ نفر پایانی رسید.